# 奥田晴義
奥田 晴義（おくだ はるよし、1922年1月5日 - 2012年12月1日）は、日本の詩人。
愛媛県生まれ。中央大学法学部卒。『中央評論』編集部に勤務し、中央大学出版部長、中央大学就職部長を務めるかたわら詩を書いた。

## 著書
- 『わがロシア抄 その他 詩集』あすなろ書房 1964
- 『大学生のための就職必須Q&A』編著 筑波書林 1977
- 『ベテラン就職部長が書いた入社試験直前(秘)作戦』実業之日本社 1980
- 『滔滔 奥田晴義詩集』双文社 1982
- 『奥田晴義詩集』芸風書院 1984 日本現代詩人叢書
- 『風霜 奥田晴義集』近代文芸社 1996 日本全国詩人叢書

## 参考
- 『文藝年鑑2011』
- 『文藝家協会ニュース』2012年12月（訃報）